# Anapæst
En anapæst er en versefod på to ubetonede plus en betonet stavelse og har en stigende betoning. (..-) Det er dermed det modsatte af en Daktyl

## Eksempler på ord som udtales som anapæst
- elefant
- telefon
- automat
- kolibri
- fantasi
- anapæst

Kilder/henvisninger
- Lexopen

| Sprog | Spire Denne artikel om sprog er en spire som bør udbygges. Du er velkommen til at hjælpe Wikipedia ved at udvide den. |